# منحني السنبلة
منحني السُنبلة (الاسم العلمي: Cyrtostachys)، جنس نباتات مُزهرة من فصيلة النخلية. توجد أنواعه في جنوب شرق آسيا، غينيا الجديدة، وفي بعض الموائل الواقعة في الوسط الجنوبي وجنوب غرب المحيط الهادئ في منطقة أوقيانوسيا.